# Biografielijst Di

## Dia

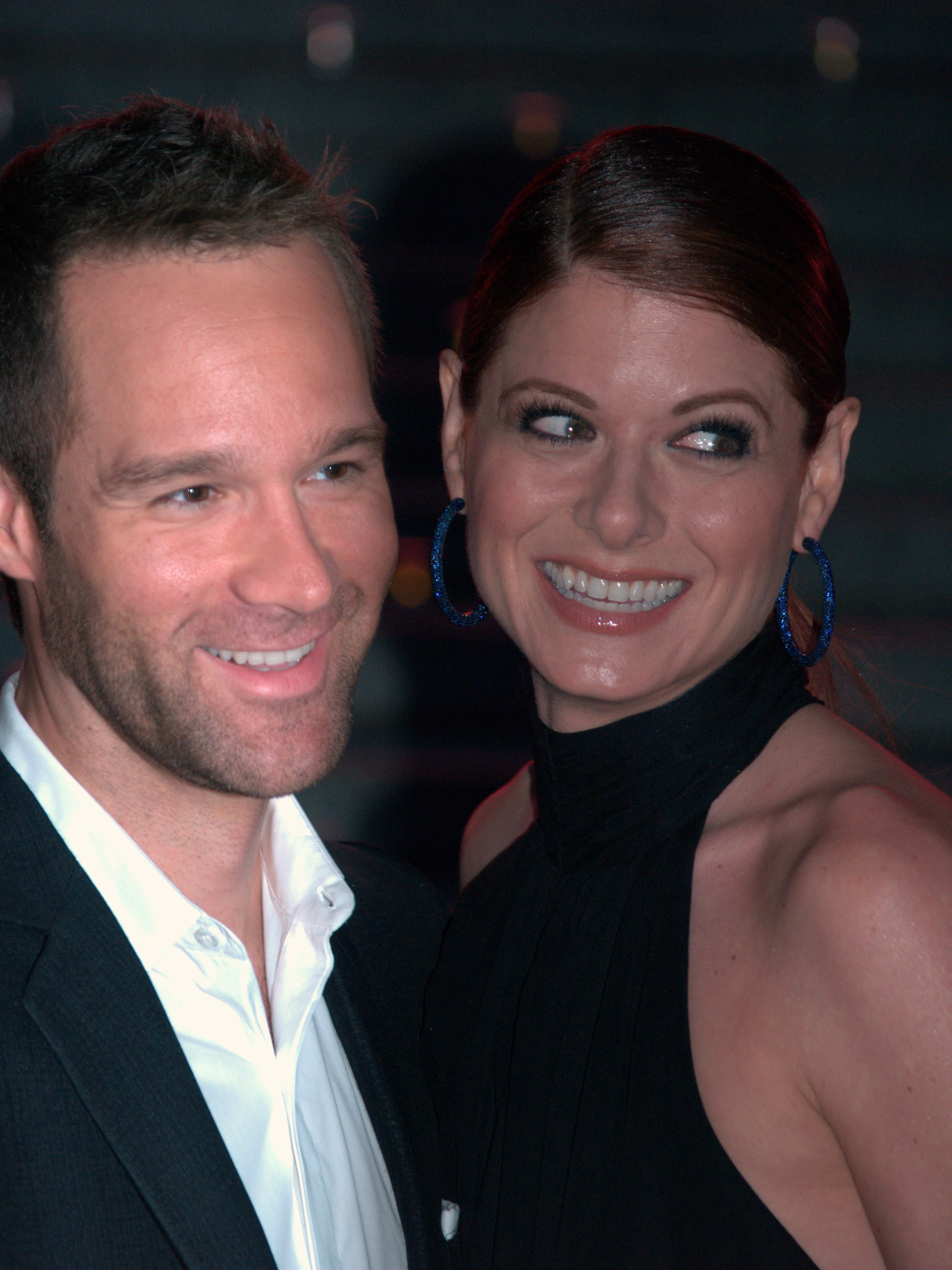
Chris Diamantopoulos (2009)

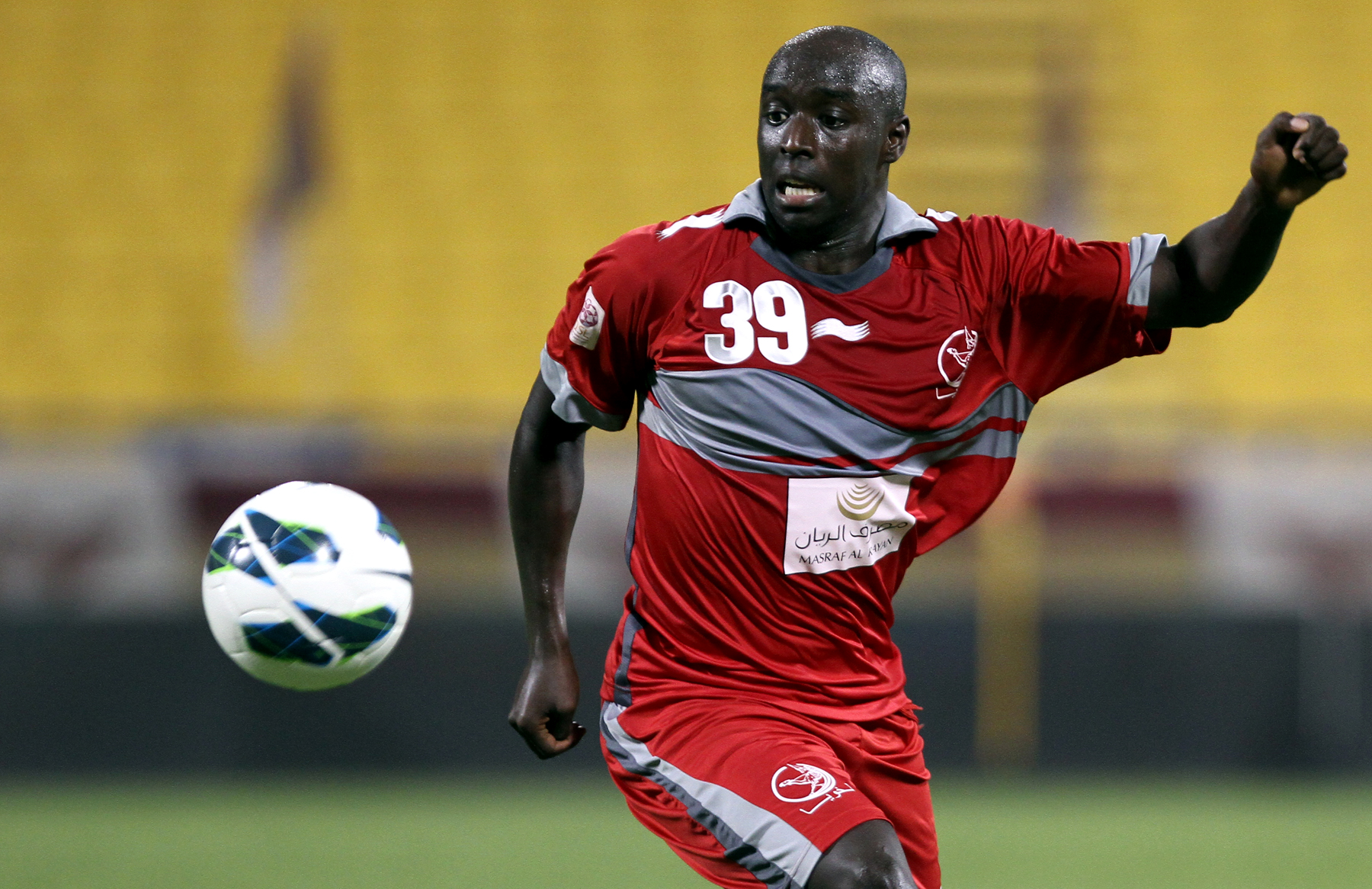
Issiar Dia (2012)

- Issiar Dia (1987), Frans-Senegalees voetballer
- Toumani Diabaté (1965-2024), Malinees koraspeler
- Abdoulay Diaby (1991), Frans-Malinees voetballer
- Stéphane Diagana (1969), Frans atleet
- Papé Diakité (1992), Senegalees voetballer
- Béa Diallo (1971), Guinees-Belgisch politicus
- Ibrahima Diallo (1985), Guinees voetballer
- Chris Diamantopoulos (1975), Canadees acteur
- Amy Diamond (1992), Zweeds zangeres
- Fred Diamond (1964), Amerikaans wiskundige
- Jared Diamond (1937), Amerikaans wetenschappelijk schrijver
- Keith Diamond (1962), Amerikaans acteur
- Reed Diamond (1967), Amerikaans acteur
- Prinses Diana (1961-1997), echtgenote van prins Charles
- Christophe Diandy (1990), Senegalees voetballer
- Paul Di'Anno (1958-2024), artiestennaam van Paul Andrews, Brits zanger
- Ana Dias (1974), Portugees atlete
- Bartolomeus Dias (ca.1450-1500), Portugees ontdekkingsreiziger
- Emmy Lopes Dias (1919-2005), Nederlands actrice
- Ivan Dias (1936), Indiaas geestelijke
- Amadou Diawara (1997), Guinees voetballer
- Baba Diawara (1988), Senegalees voetballer
- Alyssa Diaz (1985), Amerikaans actrice
- Angelo Diaz (1959), Antilliaans visser en kroongetuige
- Bernal Díaz (1492/93-1581), Spaans conquistador
- Cameron Diaz (1972), Amerikaans actrice
- Ernesto Díaz (1952-2002), Colombiaans voetballer
- Guillermo Díaz (1975), Amerikaans acteur
- Luis Díaz (1977), Mexicaans autocoureur
- Porfirio Díaz (1830-1915), Mexicaans generaal en president (1876-1911)
- Marilou Diaz-Abaya (1955-2012), Filipijns regisseur
- Rodrigo Díaz de Vivar (1040-1099), Spaans ridder (El Cid Campeador)
- Gustavo Díaz Ordaz (1911-1979), Mexicaans politicus (o.a. president 1964-1970)
- Alexander Diaz Rodriguez (1979), Belgisch atleet

## Dib

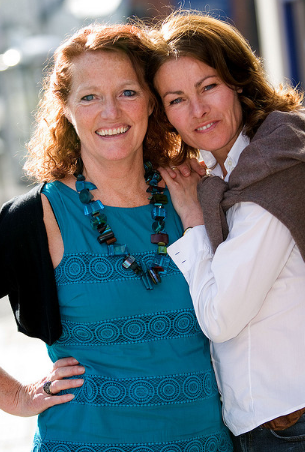
Janet Dibley (rechts)

- Vasile Dîba (1954-2024), Roemeens kajakker
- Birhane Dibaba (1993), Ethiopisch atlete
- Genzebe Dibaba (1991), Ethiopisch atlete
- Mare Dibaba (1989), Ethiopisch atlete
- Tirunesh Dibaba (1985), Ethiopisch atlete
- Manu Dibango (1933-2020), Kameroens muzikant
- Paul Di Bella (1977), Australisch atleet
- Klaus Dibiasi (1947), Italiaans schoonspringer
- Janet Dibley (1958), Brits actrice en scenarioschrijfster

## Dic

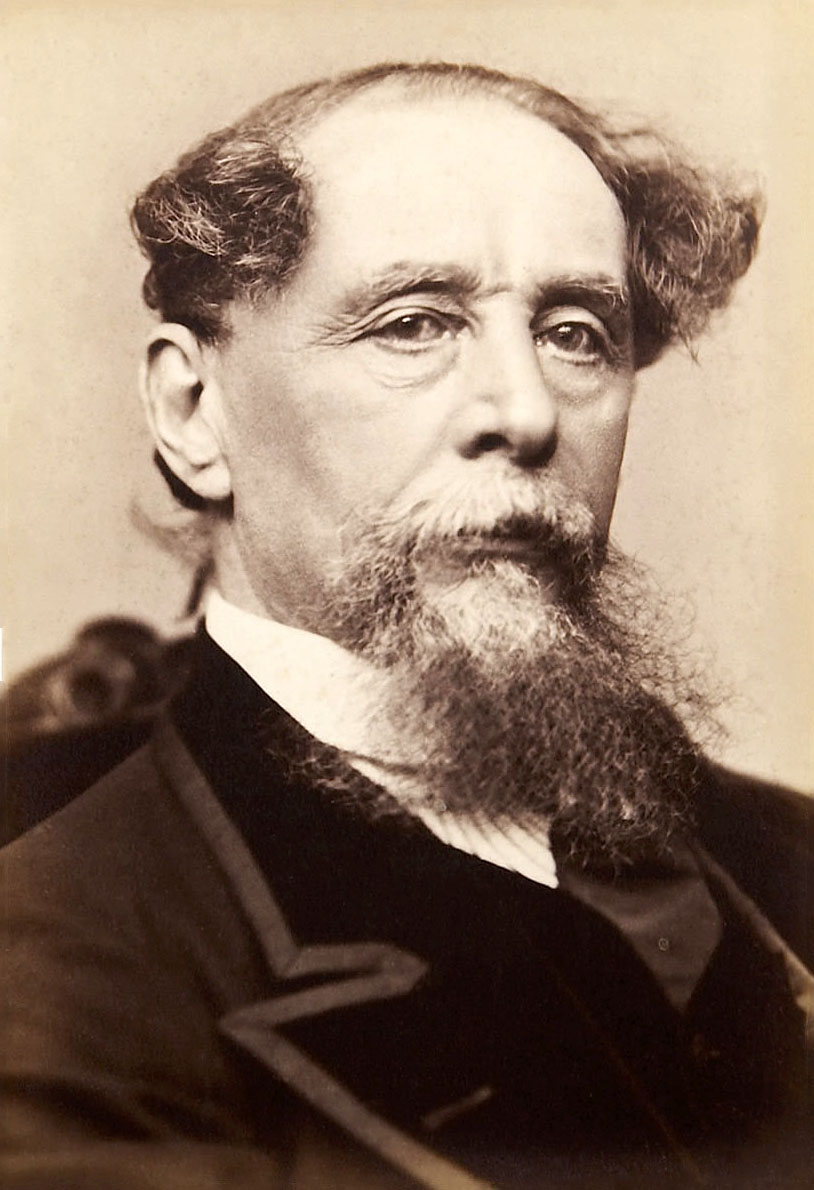
Charles Dickens

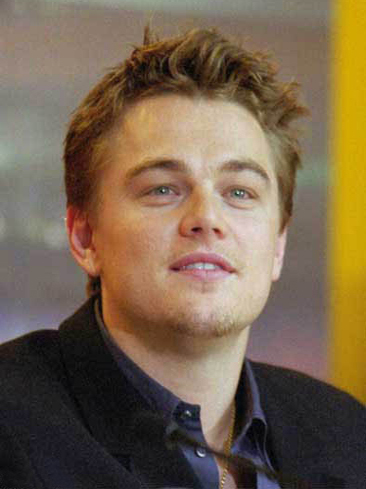
Leonardo DiCaprio

- Leonardo DiCaprio (1974), Amerikaans acteur
- Giuseppe Di Capua (1958), Italiaans stuurman bij het roeien
- George DiCenzo (1940-2010), Amerikaans acteur, filmproducent en filmregisseur
- Bryan Dick (1978), Brits acteur
- Bill Dickens (1815-1879), Amerikaans bassist
- Catherine Thomson Dickens (1815-1879), echtgenote van Charles Dickens
- Charles Dickens (1812-1870), Brits schrijver
- Kevin Dickens (1812-1870), Brits golfer
- Stanley Dickens (1952), Zweeds autocoureur
- Piet Dickentman (1879-1950), Nederlands wielrenner
- Joël Dicker (1985), Zwitsers schrijver.
- Stephanie Dicker (1970), Amerikaans actrice
- Dale Dickey (1961), Amerikaans actrice
- Bruce Dickinson (1958), Brits metalzanger en piloot
- Arend Dickmann (1572-1627), Nederlands vlootvoogd in Poolse dienst
- Amy Dickson (1982), Australisch klassieke saxofoniste.
- Barbara Dickson (1947), Brits zangeres, muzikante en actrice
- Bruce Dickson (1931-2023), Canadees ijshockeyer
- Gloria Dickson (1917-1945), Amerikaans actrice
- Leonard Eugene Dickson (1874-1954), Amerikaans wiskundige.
- William Dickson (1898-1987), Brits officier in de Royal Air Force
- William Kennedy Dickson (1860-1935), Anglo-Amerikaans filmpionier
- John Dickson Carr (1906-1977), Amerikaans schrijver

## Did

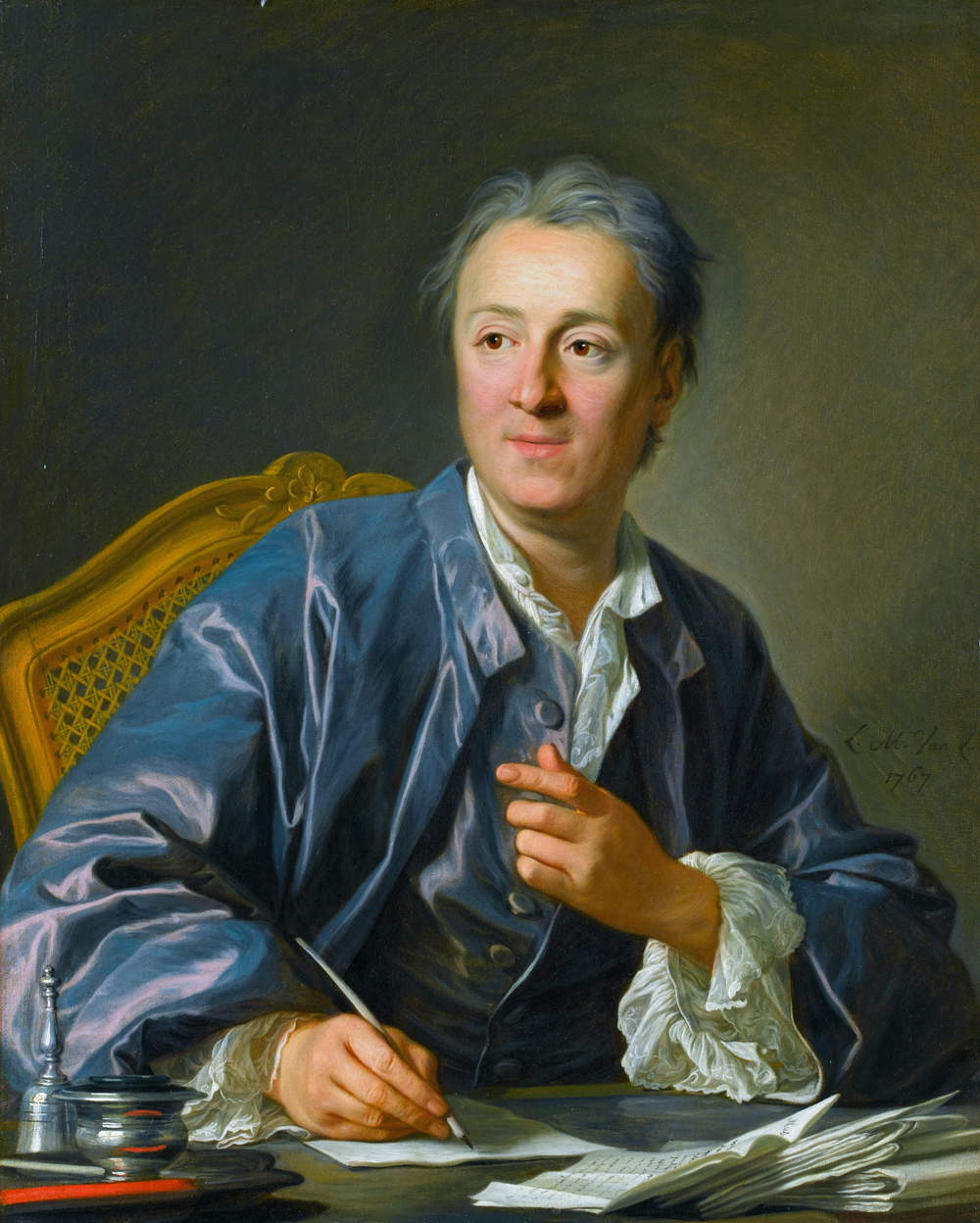
Denis Diderot

- Bonsa Dida (1995), Ethiopisch atleet
- Ingrid Didden (?), Belgisch atlete
- Marc Didden (1949), Vlaams filmregisseur, scenarist, rockjournalist, publicist en columnist
- Bo Diddley (1928-2008), Amerikaans gitarist en zanger
- Denis Diderot (1713-1784), Frans schrijver en filosoof
- Didi (1928-2001), Braziliaans voetballer
- Joan Didion (1934-2021), Amerikaanse auteur
- Michel Didisheim (1930), Belgisch ambtenaar
- Dido (1971), Brits zangeres en musicienne
- Babe Didrikson (1911-1956), Amerikaans golfspeelster en atlete
- Joey Didulica (1977), Kroatisch voetbaldoelman

## Die
- Stefan de Die (1986), Nederlands zwemmer
- Sjef Diederen (1932), Nederlands zanger en tekstschrijver
- Frank Diefenbacher (1982), Duits autocoureur
- Juan Diego Ruiz Moreno (1942-2022), Spaans acteur
- John Diehl (1950), Amerikaans acteur
- Philip Diehl (1847-1913), Amerikaans technicus en uitvinder
- Gerhard Heinrich Dieke (1901-1965), Nederlands/Amerikaans natuurkundige
- Miep Diekmann (1925-2017), Nederlands schrijfster
- Frans Diekstra (1955-1995), Nederlands ondernemer
- René Diekstra (1946), Nederlands psycholoog, hoogleraar, auteur en columnist
- Petrus Dieleman (1873-1961), Nederlands politicus
- Otto Diels (1876-1954), Duits scheikundige en Nobelprijswinnaar
- Sien Diels (1947-2021), Vlaams actrice
- Elsa van Dien (1914-2007), Nederlands sterrenkundige
- Ousmane Dieng (2003), Frans basketballer
- Marvin Dienst (1997), Duits autocoureur
- Jiří Dienstbier (1937-2011), Tsjechisch dissident, politicus en journalist
- Tony van Diepen (1996), Nederlands atleet
- Alphons Diepenbrock (1862-1921), Nederlands componist en schrijver
- Theo Diepenbrock (1932-2018), Nederlands zanger
- Hein Diependaele (1965-2005), Belgisch advocaat en politicus
- Matthias Diependaele (1979), Belgisch politicus
- Renaat Diependaele (1913-1983), Belgisch politicus
- Arend Isaac Diepenhorst (1919-2004), Nederlands hoogleraar
- Gerrit Diepenhorst (1889-1969), Nederlands advocaat en politicus
- Isaäc Arend Diepenhorst (1916-2004), Nederlands politicus en rechtsgeleerde
- Isaäc Nicolaas Theodoor Diepenhorst (1907-1976), Nederlands politicus
- Peter Diepenhorst (1942-2022), Nederlands burgemeester
- Pieter Diepenhorst (1879-1953), Nederlands hoogleraar en politicus
- Cees Jan Diepeveen (1956), Nederlands hockeyer
- Ton Diepeveen (1957), Nederlands politicus
- Inge Diepman (1963), Nederlands presentatrice
- Johan Diepstraten (1951-1999), Nederlands kinderboekenschrijver
- Toon Diepstraten (1963), Nederlands kunstenaar
- Ludo Dierckxsens (1964-2025), Belgisch wielrenner
- Mick Dierdorff (1991), Amerikaans snowboarder
- Wouter van Dieren (1941), Nederlands milieuactivist
- Aleidis Dierick (1932), Belgisch dichteres
- Jacobus Petrus Yvo Diert van Melissant (1774-1847), Nederlands jurist
- Rudolf Diesel (1858-1913), Duits ingenieur en uitvinder
- Vin Diesel (1967), Amerikaans schrijver, acteur en regisseur
- Saskia Diesing (1972), Nederlands regisseur en scenarioschrijver
- Adriaen van Diest (1655-1704), Nederlands-Engels schilder en etser
- Conny van Diest (1954), Nederlands triatlete
- Jeronymus van Diest (ca. 1600-?), Nederlands kunstschilder
- Jeronymus van Diest (?-tussen 1677 en 1697), Nederlands kunstschilder
- Willem van Diest (tussen 1590 en 1610-tussen 1668 en 1688), Nederlands kunstschilder
- Thomas Diethart (1992), Oostenrijks schansspringer
- Diether III van Nassau († 1307), aartsbisschop en keurvorst van Trier (1300-1307)
- Marlene Dietrich (1901-1992), Duits-Amerikaans actrice en zangeres
- Josef Dietrich (1892-1966), Duits militair en SS'er
- Adri Dietvorst (1940), Nederlands sociaal geograaf en emeritus hoogleraar
- Bert Dietz (1969), Duits voormalig wielrenner en ploegleider
- Michael Dietz (1971), Amerikaans acteur en filmregisseur
- Antoon Dieusaert (1940), Belgisch bestuurder en politicus

## Dif
- Gérard Diffloth (1939), Frans taalkundige

## Dig
- Els van Diggele (1967), Nederlands geschiedkundige en journaliste
- Leonard Digges (1588-1635), Engels dichter en vertaler
- Jessica Diggins (1991), Amerikaans langlaufster
- Fabio Di Giannantonio (1998), Italiaans motorcoureur
- Emanuele Di Gregorio (1980), Italiaans atleet

## Dij

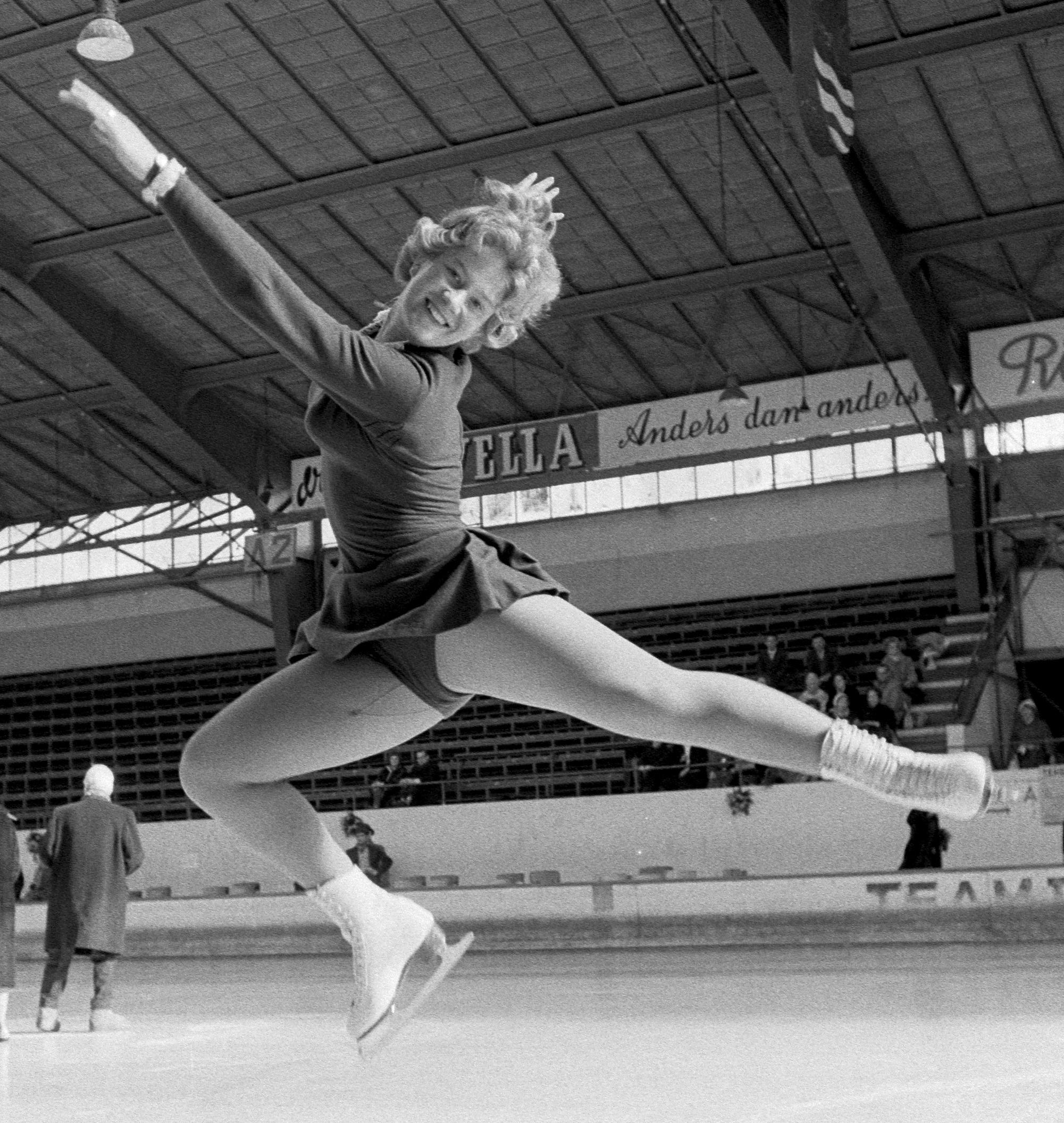
Sjoukje Dijkstra

- Aquino van Dijck (1922-2002), Nederlands beeldhouwer, glazenier en keramist
- Christoffel van Dijck (1606/1607-1669), Nederlands drukker en letterontwerper
- Dook van Dijck (1991), Nederlands acteur, zanger en presentator
- Henck van Dijck (1956), Nederlands kunstenaar
- Jeanette van Dijck (1925-2009), Nederlands operasopraan
- Johannes Vitus van Dijck (1878-1930), Nederlands jurist
- José van Dijck (1960), Nederlands mediawetenschapster, neerlandicus en hoogleraar
- Karel van Dijck (1927), Nederlands componist en dirigent
- Sjan van Dijck (1964), Nederlands boogschutter
- Stan van Dijck (2000), Nederlands voetballer
- Teun van Dijck (1963), Nederlands politicus
- Thom van Dijck (1929-2021), Nederlands hockeyer
- Willem Alexander van Dijck (1866-1933), Nederlands kunstschilder en fotograaf
- Willem Johannes Dominicus van Dijck (1850-1909), Nederlands schrijver
- Willem Johannes Dominicus van Dijck (1899-1969), Nederlands hoogleraar
- Willem Johannes Dominicus van Dijck (1908-1987), Nederlands politicus
- Ans van Dijk (1905-1948), Nederlands collaborateur
- Antoinette van Dijk (1879-1975), Nederlands zangeres en presentatrice
- Arthur van Dijk (1963), Nederlands bestuurder en politicus
- Corrie van Dijk (1938), Nederlands meteoroloog
- Daan van Dijk (1907-1986), Nederlands wielrenner
- Dick van Dijk (1946-1997), Nederlands voetballer
- Dick van Dijk (1970), Nederlands darter
- Edith van Dijk (1973), Nederlands marathon- of lange-afstandszwemster
- Gé van Dijk (1923-2005), Nederlands voetballer
- Gerrit van Dijk (1938–2012), Nederlands kunstschilder, animatiefilmer en regisseur
- Gerrit van Dijk (1939-2022), Nederlands hoogleraar in de wis- en natuurkunde
- Herman Dijk (1955-2019), Nederlands dijkgraaf en directeur
- Ineke van Dijk (1940), Nederlands beeldhouwster
- Jan Jacob van Dijk (1964), Nederlands politicus
- Johannes Hermanus van Dijk (1892-1965), Nederlands onderwijzer, masseur en coach
- Kees van Dijk (1931-2008), Nederlands bankmedewerker, ambtenaar en politicus
- Ko van Dijk (1916-1978), Nederlands acteur en toneelregisseur
- Kuno van Dijk (1924-2005), Nederlands hoogleraar psychiatrie
- Louis van Dijk (1941-2020), Nederlands pianist
- Nel van Dijk (1952), Nederlands politica
- Ria van Dijk  (1920-2021), ondernemer en kermisliefhebster
- Rob van Dijk (1969), Nederlands voetballer
- Theo van Dijk (1940-2022), Nederlands organist en beiaardier
- Virgil van Dijk (1991), Surinaams-Nederlands voetballer
- Wendy van Dijk (1971), Nederlands actrice en presentatrice
- Wiebe van Dijk (1889-1978), Nederlands predikant en zendeling
- Leen van Dijke (1955), Nederlands politicus
- Ruud Dijkers (1950), Nederlands beeldhouwer
- Elbert Dijkgraaf (1970), Nederlands econoom en politicus
- Robbert Dijkgraaf (1960), Nederlands wiskundige en theoretisch natuurkundige
- Bert Dijkhuizen (1960-2018), Nederlands documentairemaker en gemeenteraadslid
- Guus Dijkhuizen (1937-2013), Nederlands schrijver, publicist en galeriehouder
- Loek Dijkman (1942-2024), Nederlands ondernemer en filantroop
- Cor Dijkman Dulkes (1938-2006), Nederlands vliegtuigbouwer
- Mitchell Dijks (1993), Nederlands voetballer
- Roelof Dijksma (1895-1975), Nederlands tjasker- en molenbouwer
- Hans Dijkstal (1943-2010), Nederlands politicus
- Eduard Jan Dijksterhuis (1892-1965), Nederlands wetenschapshistoricus
- Bert Dijkstra (1920-2003), Nederlands acteur
- Edsger Dijkstra (1930-2002), Nederlands informaticus
- Herbert Dijkstra (1966), Nederlands schaatser, wielrenner en sportverslaggever
- Jaap Dijkstra (1954), Nederlands politicus
- Lou Dijkstra (1909-1964), Nederlands schaatser
- Rineke Dijkstra (1959), Nederlands fotograaf
- Sjoukje Dijkstra (1942-2024), Nederlands kunstschaatsster
- Jeroen Dijsselbloem (1966), Nederlandse politicus
- Gerrit Willem Dijsselhof (1866-1924), Nederlands schilder en sierkunstenaar

## Dik
- Cor Dik (1906-1975), Nederlands schilder
- Geert Pieters Dik (1799-1870), Nederlands orgelbouwer
- Kees Jan Dik (1942-2018), Nederlands hoogleraar
- Kornelis Dik (1849-1926), Nederlands politicus
- Marc Dik (1968), Nederlands televisiepresentator
- Natalia Dik (1961), Russisch schilder
- Patrick Dik (1965), Nederlands voetballer en voetbaltrainer
- Simon Cornelis Dik (1940-1995), Nederlands taalkundige
- Wim Dik (1939-2022), Nederlands politicus en topman
- Carla Dik-Faber (1971), Nederlands politicus
- Loek Dikker (1944), Nederlands pianist, dirigent, arrangeur en componist
- Harry Dikmans (1927-2024), Nederlands acteur en sneltekenaar
- Joop Dikmans (1930-2022), Nederlands acteur en clown

## Dil
- Theo Dilissen, (1953-2016), Belgische bestuurder en basketter
- Diana Dill (1923-2015), Amerikaans actrice
- Richard Dillane (1964), Brits acteur
- Stephen Dillane (1956), Brits acteur
- Harrison Dillard (1923), Amerikaans atleet
- Victoria Dillard (1969), Amerikaans actrice
- Willie Dille (1965), Nederlands politica
- Foekje Dillema (1926-2007), Nederlands atlete
- Coen Dillen (1926-1990), Nederlands voetballer
- Hilde Dillen (1962), Belgisch schrijfster
- Joan van Dillen (1930-1966), Nederlands architect
- Karel Dillen (1925-2007), Vlaams politicus en journalist
- Kim Dillen (1983), Nederlands atlete
- Koen Dillen (1964), Belgisch politicus, gewezen lid van Vlaams Blok/Vlaams Belang
- Marc Dillen (1959), Belgisch voetbaltrainer
- Marijke Dillen (1960), Belgisch politica en advocate
- Oscar van Dillen (1958), Nederlands componist en muziekpedagoog
- Johann Jacob Dillenius (1684-1747), Duits/Engels botanicus
- Marieke Dilles (1986), Belgisch actrice
- Tjalling Dilling (1961), Nederlands voetballer
- Rob Dillingham (2005), Amerikaans basketballer
- Tom Dillmann (1989), Frans autocoureur
- Cara Dillon (1975), Noord-Iers folkzangeres
- Denny Dillon (1951), Amerikaans actrice en komediant
- Melinda Dillon (1939-2023), Amerikaans actrice
- Mia Dillon (1955), Amerikaans actrice
- Paul Dillon, Amerikaans acteur en filmproducent
- Wilhelm Dilthey (1833-1911), Duits filosoof

## Dim
- Antonietta Di Martino (1978), Italiaans atlete
- Mohamad Ali Dimaporo (1918-2004), Filipijns politicus en krijgsheer
- Dimitri Pavlovitsj van Rusland (1891-1942), neef van tsaar Nikolaas II
- Ghena Dimitrova (1941-2005), Bulgaars operasopraan

## Din

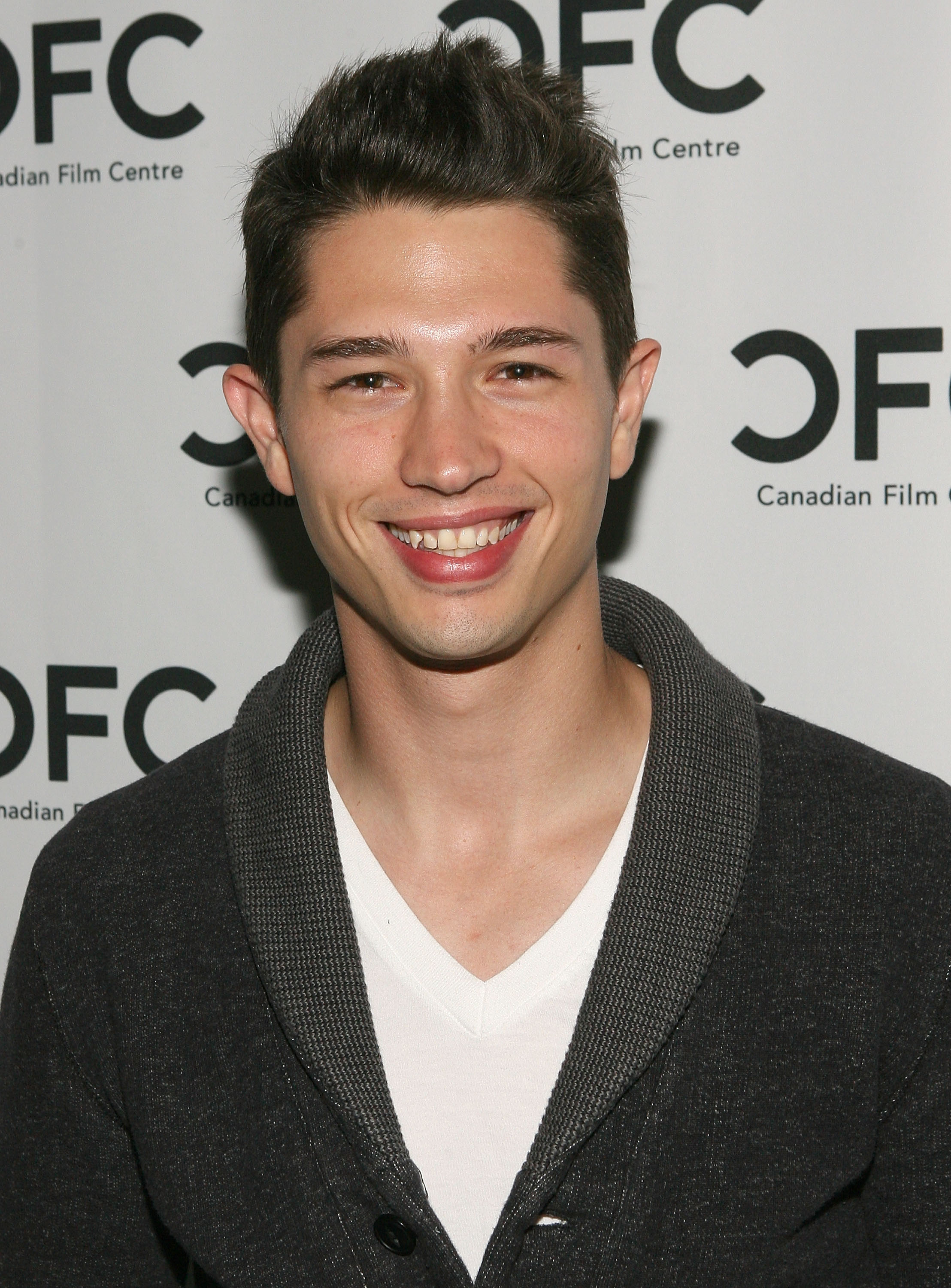
Joe Dinicol, 2008

- Roberto Dinamite (1954-2023), Braziliaans voetballer en politicus
- Isak Dinesen (1885-1962), Deens schrijfster
- Ding Junhui (1987), Chinees snookerspeler
- Ding Ling (1904-1986), Chinees schrijfster
- Frans Dingemans (1905-1961), Nederlands architect
- Waalko Jans Dingemans sr. (1873-1925), Nederlands etser, graficus, schilder en tekenaar
- Albert Dingemans Wierts (1926-1998), Nederlands burgemeester
- Frank Dingenen (1950-2025), Belgisch acteur, presentator, columnist, zanger en schrijver
- Merindah Dingjan (1991), Australisch zwemster
- Michael Dingsdag (1982), Nederlands voetballer
- Shaun Dingwall (1972), Brits acteur
- Dinh Q. Lê (1968), Vietnamees-Amerikaans kunstfotograaf
- Lamberto Dini (1931), Italiaans politicus
- Sandra Dini (1958), Italiaans atlete
- Joe Dinicol (1983), Canadees acteur
- Pedro Diniz (1970), Braziliaans autocoureur
- Yohann Diniz (1978), Frans atleet
- Hrant Dink (1954-2007), Armeens-Turks columnist en journalist
- Lajos Dinnyés (1900-1961), Hongaars politicus
- Piero D'Inzeo (1923-2014), Italiaans ruiter
- Raimondo D'Inzeo (1925-2013), Italiaans ruiter

## Dio
- Ronnie James Dio (1942-2010), Amerikaans metalzanger en organisator Hear 'n Aid
- Luísa Dias Diogo (1958), eerste vrouwelijke premier van Mozambique
- Ananias Diokno (1860-1922), Filipijns generaal
- Benjamin Diokno (1948), Filipijns econoom en minister
- Jose Diokno (1922-1987), Filipijns senator en advocaat
- Pepe Diokno (1987), Filipijns filmmaker
- Ramon Diokno (1886-1954), Filipijns senator en rechter
- Dionysius Exiguus (6e eeuw), Romeins monnik en kerkhistoricus
- Abdou Diouf (1935), Senegalees politicus
- El Hadji Diouf (1981), Senegalees voetballer

## Dip
- Carlos Dip (1928-2006), Nederlands-Antilliaans staatsrechtsjurist
- Charlotte Dipanda (1985), Kameroens zangeres
- Rachel DiPillo (1991), Amerikaans actrice

## Dir
- Madeline Dirado (1993), Amerikaans zwemster
- Geertje Dircx (1610/1615-1656 of later), Nederlands schildersmodel en kindermeisje, minnares van Rembrandt van Rijn
- Vitali Dirdira (1938-2024), Oekraïens-Sovjet zeiler
- Kim Director (1974), Amerikaans actrice
- Clara Direz (1995), Frans alpineskiester
- Pierre Diriken (1882-1960), Belgisch politicus en burgemeester
- Tonnie Dirks (1961), Nederlands atleet
- Carlien Dirkse van den Heuvel (1987), Nederlands hockeyster
- Gaby Dirne (1931-2018), Nederlands musicus en componist
- Elio Di Rupo (1951), Waals-Belgisch scheikundige en politicus
- S.P.H.M. (Simone) Dirven-van Aalst (1957), Nederlands politicus

## Dis

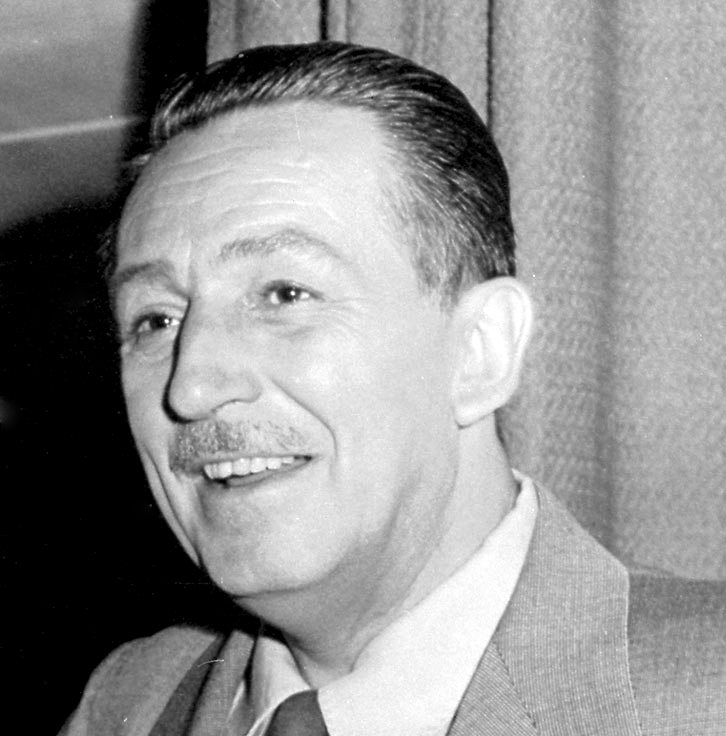
Walt Disney

- Adriaan van Dis (1946), Nederlands schrijver
- André Disdéri (1819-1889), Frans fotograaf en uitvinder
- Ewine van Dishoeck (1955), Nederlands astronome
- Pieta van Dishoeck (1972), Nederlands roeister
- Bob Dishy (1934), Amerikaans acteur
- John Disley (1928-2016), Welsh atleet
- Mark Dismore (1956), Amerikaans autocoureur
- Walt Disney (1901-1966), Amerikaans tekenaar, filmproducent en ondernemer
- Benjamin Disraeli (1804-1881), Brits premier
- Kirsten van Dissel (1971), Nederlands actrice
- Jacob Dilßner (1987), Duits dj/producer

## Dit
- Constantina Diță (1970), Roemeens langeafstands- en marathonloopster
- Barry Ditewig (1977), Nederlands voetbaldoelman
- Aleksandr Ditjatin (1957), Russisch gymnast
- Steve Ditko (1927-2018), Amerikaans stripauteur
- Agnija Ditkovskytė (1988), Litouws actrice
- Tove Ditlevsen (1917-1976), Deens schrijfster
- Jan Ditmeijer (1928-2022), Nederlands voetballer en operazanger
- Marcel Dits (1927), Belgisch atleet
- Boris Dittrich (1955), Nederlands politicus
- Adriaan Ditvoorst (1940-1987), Nederlands filmregisseur

## Div
- Joost Divendal (1955-2010), Nederlands journalist
- Donte DiVincenzo (1997), Amerikaans basketballer
- Josie DiVincenzo, Amerikaans actrice

## Dix
- Walter Dix (1986), Amerikaans atleet
- Kanak Dixit (1956), Nepalees uitgever
- Alesha Dixon (1978), Brits zangeres, MC, songwriter, fotomodel en televisiepersoonlijkheid
- Diamond Dixon (1992), Amerikaans atlete
- Jake Dixon (1996), Brits motorcoureur
- Joe Dixon (1965), Brits acteur
- Leroy Dixon (1983), Amerikaans atleet
- Scott Dixon (1980), Nieuw-Zeelands autocoureur
- Vonette Dixon (1975), Jamaicaans atlete

## Diz
- Joe Dizon (1948-2013), Filipijns priester en activist
- Maria Dizzia (1974), Amerikaans actrice